# Paddeltje
Paddeltje; De scheepsjongen van Michiel de Ruyter is een jeugdboek geschreven door Johan H. Been. Het boek is uitgegeven door uitgeverij Kluitman en kwam voor het eerst uit in 1908. Het wordt gerekend tot de klassiekers in de Nederlandstalige jeugdliteratuur.
De hoofdpersoon is Paddeltje; hij heet in het echt Klaas Ariensze. Hij is nogal dik en vaart mee op het schip van de bekende zeevaarder Michiel de Ruyter. Op dat schip zijn nog een paar andere matrozen. Een Engelse matroos vindt dat Klaas nogal 'paddelt' en sindsdien noemt iedereen op het schip hem Paddeltje. De Barbarijse slavenhandel speelt een belangrijke rol in het boek.

## Verhaal
Paddeltje komt juist terug van zijn eerste reis aan boord van het schip van De Ruyter. Hij wil in het nieuwe jaar weer aanmonsteren op het schip. In de tussentijd moet Paddeltje leren lezen, schrijven en rekenen van De Ruyter. Hij voldoet daar aan, na eerdere problemen op school.
Tijdens de reis komt men aan in Salé om daar te handelen. Paddeltje en een vriend van hem, Lange Meeuwis, kijken in de haven naar een schip dat daar ligt. Hier spreekt een man hen aan, die zichzelf voorstelt als Veritas. Veritas nodigt hen uit voor een drankje, wat Paddeltje en Meeuwis niet afslaan. Het is sterk spul, Paddeltje slaat een tweede beker af, maar Lange Meeuwis drinkt door. Veritas stelt voor het scheepje te bekijken, Paddeltje wil wel, Lange Meeuwis blijft achter en valt in een diepe slaap. Op het scheepje kijkt Paddeltje in een kamer. Hij wordt hier direct vastgebonden en ontvoerd.
De Ruyter ontdekt dat twee van zijn lieden niet zijn teruggekomen. Via de Sant komt hij erachter dat Lange Meeuwis gevangengenomen is na dronkenschap. Het blijkt dat Paddeltje niet terug te vinden is. Waarschijnlijk is hij meegenomen door de grootste zeerover uit het gebied, Il Tigretto, de kleine tijger.
Paddeltje moet ondertussen werken op de akkers als slaaf. Hoewel hij denkt dat zijn hele leven hieruit zal bestaan, blijkt al snel dat het alleen maar een test was, om te kijken hoe trouw hij is. Ook kan men zo dreigen met een leven als slaaf, wanneer men niet luistert. Paddeltje wordt meegenomen naar Il Tigretto. Il Tigretto vraagt of hij wil werken als zeerover; Paddeltje weigert. Hierop wordt Il Tigretto woedend, waarschijnlijk wil hij Paddeltje laten vermoorden. Tijdens de ruzie komt de dochter van Il Tigretto echter binnen. Paddeltje en zij raken aan de praat. Daar het kind zo erg op Paddeltje gesteld is, kan Il Tigretto hem niet laten doden. Paddeltje krijgt een grote invloed op het kind van Il Tigretto, die erg op Paddeltje gesteld raakt. Dit is erg tegen de zin van Il Tigretto, ze is alles voor hem. Hierdoor bestuurt Il Tigretto zijn gebieden steeds slechter, er dreigt een oproer.
De Ruyter heeft ondertussen een plan bedacht om Paddeltje te redden. Hij doet alsof Lange Meeuwis van het schip wordt verjaagd, daar hij de schuld zou hebben aan het verdwijnen van Paddeltje. Lange Meeuwis doet alsof hij nergens meer heen kan en komt zo bij de zeerovers terecht en moet ook op de akkers als slaaf werken. Il Tigretto besluit om Paddeltje uit zijn slavenbestaan te redden. Hierdoor hoopt Il Tigretto dat Paddeltje alsnog bij de zeerovers wil komen, daar Lange Meeuwis er door De Ruyter is uitgegooid. Paddeltje doorziet echter het plan en daardoor weet hij dat Lange Meeuwis er is om hem te redden.
Er dreigt een oproer in het slavenverblijf. Paddeltje komt hierachter door het afluisteren van de slaven. Hij kan Il Tigretto op tijd waarschuwen in zijn herenhuis. Hij doet dit alleen maar om de dochter van Il Tigretto te redden, daar hij erg op haar gesteld is. Il Tigretto heeft door dat hij snel moet handelen en stuurt Paddeltje, Lange Meeuwis, Veritas en een verzorger eropuit om te vluchten. Lange Meeuwis is door De Ruyter geïnstrueerd dat men naar een inheemse stam moet gaan waar De Ruyter goede banden mee heeft. Tijdens de reis ernaartoe ziet men opeens een rode gloed aan de hemel. Il Tigretto heeft verloren.
Terwijl men bij de stam is, wordt er een expeditie op touw gezet om hen op te halen. Dit lukt en Paddeltje is teruggekeerd bij zijn vrienden. Paddeltje wordt hier benoemd tot volmatroos. Het kind van Il Tigretto wordt opgenomen in het gezin van Paddeltje. Een schatkaart die Il Tigretto bij het afscheid aan Paddeltje heeft gegeven, komt in handen van De Ruyter. Later zal hij op zoek gaan naar deze schat.

## Ontvangst
Paddeltje wordt gerekend tot het belangrijkste werk van Been. De tekeningen in het boek zijn gemaakt door Johan Isings. Er is nog een vervolg op het boek gekomen, genaamd: Om de schatten van Il Tigretto.